# Quỹ đen
Một quỹ đen, theo nghĩa thông thường, là một tài khoản tiền tệ phụ trợ, quỹ dự phòng mà kín đáo, thiếu minh bạch và không cần phải ghi vào sổ sách hay tính toán cũng như công khai các báo cáo về các khoản thu-chi. 
Các quỹ đen cũng được sử dụng trong ngành kế toán để mô tả một tài khoản chung trong sổ doanh thu chính hay sổ sách đôi, trong đó tất cả các cách thức giao dịch và các khoản thu - chi được cân bằng "lỏng lẻo" và thường là không minh bạch, thiếu sự giám sát. Trong lĩnh vực hôn nhân gia đình, nó để chỉ những khoản tiền vợ hoặc chồng cất giấu để dùng riêng, không cho chồng/vợ của mình biết
Tuy nhiên, trong bối cảnh giao dịch kinh doanh có tính cách tham nhũng, chẳng hạn như những người của chính phủ hoặc các tập đoàn lớn, một quỹ đen có thể có ý nghĩa đặc biệt của sự bất hợp pháp, không hợp lệ, hoặc bí mật (không minh bạch) liên quan đến việc sử dụng số tiền này và các phương tiện mà các quỹ này được thành hình và phát triển. Có thể là dùng sai mục đích quỹ công , hay trái phép hay là không công khai các khoản thu và chi, thiếu giám sát khách quan và trung lập.
Quan hệ chính trị với kinh phí bằng quỹ đen có xu hướng tạo ra những nghi ngờ về hối lộ, trao đổi ơn huệ (mua chuộc ủng hộ chính trị), nạn bè phái và gia đình trị và có thể được xem trên các phương diện như tham nhũng và làm suy giảm quá trình dân chủ. Thí dụ, bài phát biểu của Richard Nixon về quỹ tranh cử năm 1952 là một nỗ lực thành công để xua tan một vụ bê bối liên quan đến một tin đồn về một quỹ đen trong chiến dịch đóng góp. Thí dụ như BAE Systems, nhà chế tạo vũ khí lớn nhất Anh Quốc, đã duy trì một quỹ đen bí mật hàng chục triệu bảng Anh được dùng để hối lộ các quan chức và thành viên Hoàng gia Ả Rập Xê Út để mua chuộc các hợp đồng buôn bán vũ khí hoặc nguy cơ các tập đoàn nhà nước tự quay vòng vốn và hạch toán mà không ai kiểm soát nổi.

## Lịch sử và giải thích từ ngữ
Màu đen thường có ý nghĩa là không trong sáng, không sạch sẽ, không minh bạch, trong bóng tối, như Quỹ đen, Tiền đen, xã hội đen...
Trong tiếng Anh, từ tương tự là Slush fund (Quỹ bùn), ban đầu là một thuật ngữ hàng hải. Fund là quỹ, còn Slush là bùn, hay một thứ cháo làm từ chất béo hoặc mỡ đã thu được bằng cách đun sôi thịt muối. Việc bán các chất béo sau đó có thể được sử dụng để cung cấp thêm các phương tiện xa xỉ cho đoàn thủy thủ và số tiền thu được từ việc bán này đã được đặt vào quỹ kín đáo.
Trong tiếng Đức, từ tương tự là Reptilienfonds (Quỹ loài bò sát, Quỹ rắn), thuật ngữ này xuất phát từ bài phát biểu của Otto von Bismarck vào ngày 30/1/1869 sau chiến tranh Áo-Phổ 1866 về việc tịch thu các tài sản cá nhân của các quý tộc Hessen (mà ông gọi là "loài bò sát ác độc") , Bismarck dùng tiền này để lập nên một quỹ đen gọi là Quỹ rắn hay quỹ Reptiles dùng để hối hộ cho các nhà báo hòng hạ uy tín những đối thủ chính trị của ông. Sau này ông đã bị chỉ trích và bị cách chức một phần vì hành động này.
Trong tiếng Pháp, từ tương tự là Caisse noire (Quỹ đen). Ban đầu Quỹ đen tại Pháp là một quỹ tương trợ công khai và không có tiền bất hợp pháp, xuất hiện từ thế kỷ XIX trong ngành công nghiệp đường sắt, công nhân ngành này đã cố gắng để tạo ra một quỹ lợi ích có tính cách xã hội huynh đệ để giúp các gia đình của người lao động bị ảnh hưởng bởi bệnh tật, tai nạn. Không thể tổ chức ở cấp toàn quốc vì các nhà cai trị lúc đó, vì sợ các phản ứng của các Hiệp hội công nhân, từ chối cho phép các hoạt động này ở cấp quốc gia, cho nên quỹ đã gần như trong bí mật và ẩn và chỉ trong vùng. Tại nơi làm việc, vào mỗi kỳ lương, một hộp tiền sẽ được chuyền luân lưu để thu thập tiền đóng góp. Ban đầu, các hộp màu trắng (vì làm bằng gỗ màu trắng), đi qua bao bàn tay lấm bùn, than, nhanh chóng trở thành màu đen .